# Teraponte del Lago Bianco
Teraponte del Lago Bianco, o Ferapont Belozerskij (in russo Ферапонт Белозерский?; Volokolamsk, 1331 – Možajsk, 1426), al secolo Feodor Poskočin (Феодор Поскочин), fu un monaco russo, fondatore del monastero di Ferapont e del monastero Lužeckij. È venerato come santo dalla Chiesa ortodossa russa.

## Biografia

### Le relazioni con Cirillo del Lago Bianco
Nato in una famiglia nobile di Volokolamsk, Fëdor Poskočin in età adulta decise di diventare monaco. Prese i voti al monastero Simonov di Mosca e acquisì il nome di Teraponte. Presso il monastero familiarizzò con un monaco che, in seguito, divenne noto con il nome di Cirillo del Lago Bianco. A Teraponte fu commissionato un viaggio verso il nord della Russia, nella zona di Vologda. Quando Cirillo decise di lasciare il monastero e di trasferirsi in un luogo deserto dove potersi dedicare esclusivamente alla preghiera, Teraponte gli consigliò la zona da lui visitata in precedenza e acconsentì ad accompagnarlo. I due vissero nei pressi del Lago Bianco, dove sorse il monastero di San Cirillo di Beloozero. Tuttavia, dopo circa un anno dalla fondazione, Terafonte lasciò il posto poiché era in disaccordo con le regole di Cirillo, ritenute eccessivamente rigide.

### Il monastero di Ferapont e il monastero Lužeckij
Dopo aver lasciato il monastero Kirillo-Belozerskij, Teraponte si stabilì a circa dodici chilometri a nord dello stesso, in una località che prese il nome di Ferapontovo. Il 1398 è storicamente considerato l'anno della fondazione del monastero di Ferapont, in origine abitato da una quindicina di monaci. Feraponte rifiutò di diventarne l'egumeno, tuttavia visse lì per circa dieci anni.
Il monastero era situato nel territorio dell'ex Principato di Beloozero, ormai annesso alla Moscovia ma amministrato dal Principato di Možajsk, il cui principe era Andrej, fratello di Basilio I. Andrej fu molto ben disposto verso Teraponte ed il suo monastero. Nel 1408 il principe inviò una lettera al monaco chiedendogli di raggiungerlo a Možajsk. Qui Teraponte fondò il nuovo monastero Lužeckij, dove morì nel 1426. Fu canonizzato nel 1549 e viene ricordato il 27 maggio ed il 27 dicembre.